# Tori Spelling
Tori Spelling ameriška igralka, 16. maj 1973, Los Angeles, Kalifornija, ZDA. 

## Življenje
Tori se je rodila 16. maja 1973 v Los Angelsu, mami Carol Jean Spelling in očetu Aaronu Spellingu. Je judovskega rodu, skozi kariero pa je aktivna na gledališkem, televizijskem in filmskem področju. Najbolj je prepoznavna po liku Donne Martin iz serije Beverly Hills, 90210.
Poročena je z Deanom McDermottom. Igrala je tudi v filmu Film da te kap 2.